# Crash Bash
Crash Bash är partyspel som har utvecklats av Eurocom för Playstation. Det är det femte spelet i Crash Bandicoot-serien. Det släpptes den 1 december 2000 i Europa.
Här finns alla klassiska karaktärer från de tre första spelen av Crash Bandicoot. Man kan välja att klara spelet själv eller göra det med en kompis.
Crash Bash är inte det första spelet i serien som inte har utvecklats av Naughty Dog, Crash:The Wrath Of Cortex var det första spelet som inte utvecklades av Naughty Dog, som då började utveckla Jak and Daxter-spelen.